# Victor Dourlen
Victor-Charles-Paul Dourlen, né le 3 novembre 1780 à Dunkerque et mort le 8 janvier 1864 à Paris, est un compositeur français.

## Biographie
Victor Charles Paul Dourlen nait dans une famille de la bonne société de Dunkerque. Il est le fils d'Augustin Dourlen, commerçant. Augustin était originaire de Saint-Omer, où son père avait été échevin et où son frère fut prêtre, chanoine de la cathédrale.
Augustin Dourlen est négociant, armateur de navires de commerce, président de la chambre de commerce en 1788, vice-consul d'Espagne à Dunkerque, et plus tard membre du conseil municipal.
En 1797, le père de Victor Dourlen l'envoie à Paris compléter sa formation commerciale chez le banquier, correspondant de la maison Dourlen. Très vite, il abandonne cette voie pour se consacrer à la musique.
Victor Dourlen entre au Conservatoire de Paris en 1799, à l'âge de 19 ans, où il est l'élève de Benoit Mozin, puis de François-Joseph Gossec et de François-Adrien Boieldieu, où il côtoie François-Joseph Fétis. Il suit également la classe d'harmonie de Charles-Simon Catel. Il complète sa formation en suivant la classe de contrepoint dirigée par François-Joseph Gossec.
En 1799, il obtient le premier prix d'harmonie, et en 1800 le deuxième prix de piano. Il devient professeur de chant élémentaire au Conservatoire en 1800.
En 1803, atteint par la loi de la conscription instaurée par la loi Jourdan-Delbrel, il rejoint le 24e régiment de chasseurs à cheval alors à Libourne, il y passe une année. Il obtient un congé pour concourir au grand prix de l'année 1804. Il y obtient le second grand prix, ce qui lui vaut d'être exempté de la conscription.
Présenté au concours de Rome par ses professeurs, en 1805, il remporte le premier grand prix de Rome de composition musicale avec sa cantate Cupidon pleurant Psyché sur des paroles de Antoine-Vincent Arnault,. La situation de guerre l'empêchant de se rendre à Rome, il fait représenter le 4 octobre 1806 au Théâtre Feydeau un opéra en deux actes, Philoclès, sur un poème de Charles-Hubert Millevoye et Justin Gensoul. L'accueil fut mitigé mais assez prometteur pour l'inciter le cas échéant à persévérer.
Victor Dourlen peut ensuite rejoindre Rome. Il y compose un Te Deum et un Dies Iræ, dont Étienne Nicolas Méhul dira du bien lors d'un rapport en séance publique de la classe des Beaux-Arts de l'Institut le 1er octobre 1808.
Victor Dourlen, fatigué par la malaria sévissant alors dans les environs de Rome, était toutefois rentré en France quelques mois auparavant et avait composé un nouvel opéra, de nouveau présenté au théâtre Feydeau en 1808. Le compositeur allait par la suite poursuivre dans cette voie, avec des succès variables du fait de livrets souvent de qualité moyenne ou médiocre.
Il est nommé professeur d'harmonie en 1812 et le restera jusqu'en 1842. Dourlen forma notamment Ambroise Thomas, Boïeldieu fils, François Bazin, Henri Herz, Antoine François Marmontel ou encore Besozzi, Henri Verley...
Dourlen est surtout connu en tant que théoricien et ses traités d’harmonie basés sur les méthodes de Catel ont longtemps servi de référence, notamment son Traité d’harmonie (1838), son Traité d’accompagnement pratique (1834) ainsi que sa Méthode élémentaire pour le piano-forte. Son Traité d'harmonie dédié à Chérubini fut retenu pour l'enseignement au sein du Conservatoire.
Victor Dourlen s'est marié en 1819, à Paris, avec Mme veuve Deroubaix, fille de Mr Drouillard, imprimeur à Dunkerque et fondateur du premier journal local de la ville. Le couple n'a pas eu d'enfants.
En 1842, il est mis à la retraite de son professorat au Conservatoire et se retire à Montmartre, alors commune indépendante, où il avait acheté une propriété. Il fut élu au conseil municipal et membre du comité des écoles de cette commune.
En 1854, Victor Dourlen a bien voulu rendre à la Société dunkerquoise pour l'encouragement des sciences, des lettres et des arts, le service de donner son avis sur les réponses reçues au concours de composition musicale lancé par la Société. La Société l'a accueilli en tant que membre honoraire dans le mois suivant.
Ses dernières années sont marquées par une infirmité encore plus cruelle pour un musicien : une profonde surdité.
Victor Dourlen meurt le 8 janvier 1864, à l'âge de 83 ans. Ses funérailles ont lieu le dimanche 10 janvier 1864 dans l'église Sainte-Marie des Batignolles en présence d'une grande assemblée d'amis et d'anciens élèves.

## Compositions
Comme compositeur, on lui doit plusieurs cantates parmi lesquelles on relève Alcyone (1804) et neuf opéras, dont huit ont été créés au Théâtre Feydeau. 
L'absence de succès quasi général de ces opéras l'amena à cesser d'essayer ce genre en 1822, très tôt dans sa vie donc. Il ne connut qu'une fois un véritable succès, le reste du temps, les livrets étaient trop faibles et lui-même manquait de talent pour enlever seul le succès.
Il a également composé un Premier Concerto, un Trio pour piano, violon et basse, un ensemble de Sonates faciles, un Pot-pourri sur les airs de Jean de Paris, des chansons et des romances ainsi que des fantaisies. Ses compositions ayant eu un certain succès sont rappelées dans l'étude de J.J. Carlier.

## Anecdote
Lors de son séjour à la Villa Médicis, effectué entre juillet 1805 et juillet 1810, Victor Dourlen rencontra parmi les autres pensionnaires le peintre Dominique Ingres. Celui-ci peignait en 1808 Œdipe explique l'énigme du Sphinx (Musée du Louvre) et la même année réalisa un portrait de Dourlen.

## Honneurs
- Chevalier de la Légion d'honneur. Victor Dourlen a été nommé chevalier de la Légion d'honneur par ordonnance du roi Louis-Philippe Ier du 27 octobre 1838[11].

## Œuvres

### Opéras
- Philoclès (1806)
- Linée ou la Mine de Suède, opéra en trois actes (1808)
- La Dupe de son art, opéra-comique en un acte (1809)
- Cagliostro ou les Illuminés, opéra en trois actes (1810)
- Plus heureux que sage, opéra en un acte (1816)
- Le Frère Philippe, avec Auguste Duport (1818). Fut le grand succès du compositeur, plus de deux cents représentations, plusieurs airs repris par différents auteurs de chansons, tels Je sais attacher des rubans, repris dans un recueil de chansons nationales et populaires[15].
- Marini ou le Muet de Venise, opéra-comique en trois actes (1819)
- La Vente après décès, opéra en un acte (1821)
- Le Petit Souper, opéra en un acte (1822).

### Romances
- Conserve bien vierge simple et naïve, paroles de A. M. C.[16]
- Elle m'aima cette belle Aspasie, paroles de Montcrif[17]
- Je pense à vous, paroles de M. S. G.[18]
- Le Ramier de la montagne, paroles de A. M. C.[19]
- Le Retour du paladin, paroles de M. Servière[20]
- L'hermite[21]
- Mathilde aux pieds du Christ[22]
- Marie et Cabestaing. Romance extraite du poème des troubadours[23]
- Romance de Laure extraite du poème des troubadours[24]
- Romance d'Oger extraite du poème des troubadours[25]
- Le Frère Philippe, paroles de M. Auguste Duport (1820)[26]
- Chant d'une jeune indienne, paroles de Victorin Fabre (1835)[27]
- Les Secrets, paroles de M. A. de Beauchêne (1850)[28]